# Gianmaria Bruni
Gianmaria »Gimmi« Bruni, italijanski dirkač Formule 1, * 30. maj 1981, Rim, Italija.

## Življenjepis
V sezoni 2003 je bil testni in na zadnjih petih dirkah sezone tudi tretji dirkač Minardija. V naslednji sezoni 2004 pa je dobil priložnost na dirkah in v osemnajstih nastopih je ob kar devetih odstopih najboljši rezultat dosegel s tremi štirinajstimi mesti na Velikih nagradah Malezije, Evrope in Madžarske. Nato se je preselil v serijo GP2, kjer je v sezoni 2005 zasedel deseto mesto v prvenstvu z eno zmago, v sezoni 2006 pa sedmo z dvema zmagama.

## Popolni rezultati Formule 1
(legenda) (odebeljene dirke pomenijo najboljši štartni položaj, poševne pa najhitrejši krog, †-uvrščen kljub odstopu)
| Leto | Moštvo                    | Šasija        | Motor        | 1       | 2      | 3      | 4       | 5       | 6       | 7     | 8       | 9       | 10     | 11    | 12     | 13     | 14      | 15      | 16      | 17     | 18     | Prv | Toč |
| ---- | ------------------------- | ------------- | ------------ | ------- | ------ | ------ | ------- | ------- | ------- | ----- | ------- | ------- | ------ | ----- | ------ | ------ | ------- | ------- | ------- | ------ | ------ | --- | --- |
| 2003 | European Minardi Cosworth | Minardi PS03  | Cosworth V10 | AVS     | MAL    | BRA    | SMR     | ŠPA     | AVT     | MON   | KAN     | EU      | FRA    | VB    | NEM TD | MAD TD | ITA TD  | ZDA TD  | JAP TD  |        |        | -   | -   |
| 2004 | Minardi Cosworth          | Minardi PS04B | Cosworth V10 | AVS Ret | MAL 14 | BAH 17 | SMR Ret | ŠPA Ret | MON Ret | EU 14 | KAN Ret | ZDA Ret | FRA 18 | VB 16 | NEM 17 | MAD 14 | BEL Ret | ITA Ret | KIT Ret | JAP 16 | BRA 17 | 25. | 0   |